# 20 Ceti
20 Ceti, som är stjärnans Flamsteed-beteckning, är en ensam stjärna belägen i den norra delen av stjärnbilden Valfisken. Den har en skenbar magnitud på 4,76 och är synlig för blotta ögat där ljusföroreningar ej förekommer. Baserat på parallaxmätning inom Hipparcosuppdraget på ca 5,6 mas, beräknas den befinna sig på ett avstånd på ca 590 ljusår (ca 180 parsek) från solen. Den rör sig bort från solen med en heliocentrisk radialhastighet på ca 16 km/s.

## Egenskaper
20 Ceti är en orange till röd jättestjärna av spektralklass K5 III, men den är av Bright Star Catalogue klassad som spektralklass M0 III,  vilket anger att den är en röd jätte som förbrukat förrådet av väte i dess kärna och expanderat. Den har en radie som är ca 56 solradier och utsänder från dess fotosfär ca 1 040 gånger mera energi än solen vid en effektiv temperatur av ca 3 900 K.